# Jack Higgins
Jack Higgins (* 27. Juli 1929 als Harry Patterson in Newcastle upon Tyne; † 9. April 2022 in Saint Aubin auf Jersey) war ein britischer Schriftsteller. Sein bevorzugtes Genre war der Thriller.

## Leben
Higgins wurde 1929 unter dem bürgerlichen Namen Harry Patterson geboren. Nach kurzer Zeit zogen er und seine Mutter nach Belfast (Nordirland). Dies verschaffte ihm die problematische Erfahrung, Zeuge von IRA-Attentaten zu werden. Offenbar jedoch faszinierten diese Aktivisten den jungen Briten, sodass er nach seinem Armeeaustritt und einem erfolgreichen Medienwissenschafts-Studium größtenteils über irische Helden zu schreiben begann. Sein bis heute weltweit am meisten gelesener Roman ist Der Adler ist gelandet (The Eagle Has Landed), der ihn mit einem Schlag in den weltweiten Bestsellerlisten zu einem Synonym für spannende Agententhriller machte. Der Thrillerautor lebte mit seiner Frau auf der britischen Kanalinsel Jersey.
Die 1959 geborene Autorin Sarah Patterson, die den Roman Einst ein Sommer verfasste, ist seine Tochter.

## Auszeichnungen/Ehrungen
- 2012 International Thriller Award – Kategorie Thriller Master der US-amerikanischen International Thriller Writers

## Werke

### Als Harry Patterson
- 1959 Sad wind from the Sea
  - Das Dunkel der Lagune: Roman, dt. von Hermann Völkel; Goldmann, München 1986, ISBN 3-442-08378-8.
- 1960 Cry of the hunter
  - Gehetzt bis zum Morgen: Thriller, dt. von Jutta Leder; Goldmann, München 1962.
- 1961 The Thousand Faces of Night
  - Gesichter der Nacht: Roman, dt. von Götz Pommer; Goldmann, München 1985, ISBN 3-442-06893-2.
- 1962 Comes the Dark Stranger
  - Dunkler Fremder: Roman, dt. von Egon Lothar Wensk; Goldmann, München 1984, ISBN 3-442-06704-9.
- 1962 Hell Is Too Crowded
  - Der gehetzte Amerikaner: Kriminalroman, dt. von Jutta Leder; Goldmann, München 1963.
- 1963 The Dark Side of the Island
  - Im Schatten des Verräters, dt. von Rosmarie Kahn-Ackermann; Heyne, München 1982, ISBN 3-453-01446-4.
- 1964 Thunder at Noon (1983 als Dillinger)
  - Der Tag, an dem John Dillinger starb: Roman, dt. von Wulf Bergner; Scherz, Bern; München; Wien 1987, ISBN 3-502-10320-8.
- 1964 Wrath of the Lion
  - Zorn des Löwen: Roman, dt. von Wolfram Mergard; Goldmann, München 1985, ISBN 3-442-06819-3.
- 1965 The Graveyard Shift
  - Nachtschicht für Nick Miller: Kriminalroman, dt. von Tony Westermayr; Goldmann, München 1968.
- 1967 Brought in Dead
  - Tot eingeliefert: Kriminalroman, dt. von Mechtild Sandberg; Goldmann, München 1968.
- 1968 Hell Is Always Today
  - Der Regenmörder: Kriminalroman, dt. von Tony Westermayr; Goldmann, München 1969.
- 1979 To Catch a King
  - Königsjagd, dt. von Jürgen Bavendam; Scherz, Bern; München 1980, ISBN 3-502-10315-1.
- 1963 Pay the Devil
  - Tag der Rache, dt. von Hans Schuld; Heyne, München 2001, ISBN 3-453-17763-0.
- 1964 A Phoenix in the Blood

### Als Hugh Marlowe
- 1963 Seven Pillars to Hell (1994 als Sheba)
- 1964 Passage by Night
- 1966 A Candle for the Dead (im selben Jahr als The Violent Enemy)
  - Kerzen für die Toten: Kriminalroman, dt. von Wulf Bergner; Goldmann, München 1971.

### Als Jack Higgins
- 1966 The Iron Tiger
  - Der eiserne Tiger: Roman, dt. von Uta McKechneay; Heyne, München 1982, ISBN 3-453-01656-4.
- 1968 East of Desolation
  - Ein Toter stellt sich vor: Kriminalroman, dt. von Norbert Wölfl; Goldmann, München 1969.
- 1969 In the Hour Before Midnight (im selben Jahr als The Sicilian Heritage)
  - Nacht ohne Erbarmen: Kriminalroman, dt. von Norbert Wölfl; Goldmann, München 1969.
- 1970 Night Judgement at Sinos
  - Schwammtaucher vor den Inseln: Abenteuerroman, dt. von Norbert Wölfl; Goldmann, München 1970.
- 1971 The Last Place God Made
  - Der Fluss der Toten: Abenteuerroman, dt. von Hans Maeter; Heyne, München 1974, ISBN 3-453-82011-8.
- 1971 Toll for the Brave
  - Tödliche Jagd: Roman, dt. von Hermann Völkel; Goldmann, München 1985, ISBN 3-442-06777-4.
- 1972 The Savage Day
  - Tag der Rache: Kriminalroman, dt. von Alfred Dunkel; Heyne, München 1977, ISBN 3-453-10356-4.
- 1973 A Prayer for the Dying
  - Die Mordbeichte: Abenteuerroman, dt. von Dietlind Bindheim; Heyne, München 1975, ISBN 3-453-82022-3.
- 1975 The Eagle Has Landed
  - Der Adler ist gelandet, dt. von Rolf und Hedda Soellner; Scherz, Bern; München 1976, ISBN 3-502-10311-9.
- 1976 Storm Warning
  - Feindfahrt: Roman, dt. von Gisela Stege; Scherz, Bern; München 1977, ISBN 3-502-10310-0.
- 1977 The Valhalla Exchange
  - Unternehmen Alpenfestung: Roman, dt. von Hans-Joachim Maass; Econ, Düsseldorf 1978, ISBN 3-547-77373-3.
- 1978 Day of Judgement
  - Der Schrei aus der Kälte: Roman, dt. von Jürgen Abel; Scherz, Bern; München 1979, ISBN 3-502-10314-3.
- 1980 Solo (im selben Jahr als The Cretan lover)  
  - Solo: Roman, dt. von Rolf Soellner; Scherz, Bern; München 1981, ISBN 3-502-10316-X.
- 1981 Luciano’s Luck
  - Luciano: Roman, dt. von Rolf und Hedda Soellner; Scherz, Bern; München 1983, ISBN 3-502-10317-8.
- 1982 Touch the Devil
  - Die Teufelsrose: Roman, dt. von Jürgen Bavendam; Scherz, Bern; München 1985, ISBN 3-502-10319-4.
- 1983 Exocet
  - Exocet: Roman, dt. von Jürgen Bavendam; Scherz, Bern; München 1984, ISBN 3-502-10318-6.
- 1985 Confessional
  - Die Stunde des Jägers: Roman, dt. von Hardo Wichmann; Scherz, Bern; München; Wien 1986, ISBN 3-502-10321-6.
- 1986 Night of the Fox
  - Nacht der Füchse: Roman, dt. von Thomas Schlück; Scherz, Bern; München; Wien 1988, ISBN 3-502-10322-4.
- 1989 Memoirs of a Dance Hall Romeo
  - Memoiren eines Gigolos: Roman, dt. von Ulrike und Manfred Halbe-Bauer; Lübbe, Bergisch Gladbach 1990, ISBN 3-404-11611-9.
- 1989 A Season in Hell
  - Hölle auf Zeit: Roman, dt. von Liselotte Julius; Scherz, Bern; München; Wien 1990, ISBN 3-502-10323-2.
- 1990 Cold Harbour
  - Das große Doppelspiel: Roman, dt. von Jürgen Bavendam; Scherz, Bern; München; Wien 1991, ISBN 3-502-10324-0.
- 1990 The Eagle Has Flown
  - Der Adler ist entkommen: Roman, dt. von Michael Kubiak; Bertelsmann, München 1991, ISBN 3-570-02324-9.
- 1992 Eye of the Storm (1996 als Midnight Man)
  - Die Lerche fliegt im Morgengrauen: Roman, dt. von Michael Kubiak; Bertelsmann, München 1992, ISBN 3-570-02029-0.
- 1993 Thunder Point
  - Das Geheimnis von U 180: Roman, dt. von Michael Kubiak; Bertelsmann, München 1995, ISBN 3-570-12031-7.
- 1994 On Dangerous Ground
  - Die Hongkong-Papiere: Roman, dt. von Michael Kubiak; Bertelsmann, München 1996, ISBN 3-570-12177-1.
- 1995 Angel of Death
  - Die Todesbraut: Roman, dt. von Ulrike Röska; Goldmann, München 1998, ISBN 3-442-44159-5.
- 1995 The Morgan Score
- 1996 Drink with the Devil
  - Goldspur des Todes: Roman, dt. von Hans Schuld; Heyne, München 2000, ISBN 3-453-16140-8.
- 1997 The President’s Daughter
  - Die Tochter des Präsidenten: Roman, dt. von Hans Schuld; Heyne, München 1999, ISBN 3-453-15724-9.
- 1998 Flight of Eagles
  - Der Flug der Adler: Roman, dt. von Stephan Steeger; Rondo, München 2000, ISBN 3-453-16568-3.
- 1999 The White House Connection
  - An höchster Stelle: Roman, dt. von Hans Schuld; Heyne, München 2000, ISBN 3-453-17200-0.
- 2000 Day of Reckoning
  - Stunde der Angst: Roman, dt. von Stephan Steeger; Rondo, München 2001, ISBN 3-453-18267-7.
- 2001 Edge of Danger
  - Auge um Auge: Roman, dt. von Bernhard Kleinschmidt; Rondo, München 2002, ISBN 3-453-19950-2.
- 2002 Midnight Runner
  - Mitternachtsjäger: Roman, dt. von Hans Schuld; Heyne, München 2003, ISBN 3-453-87260-6.
- 2003 Bad Company
  - Im Auftrag des Bösen: Roman, dt. von Hans Schuld; Heyne, München 2004, ISBN 3-453-87755-1.
- 2004 Dark Justice
  - Netzwerk des Bösen: Roman, dt. von Christine Roth-Drabusenigg; Heyne, München 2005, ISBN 3-453-43058-1.
- 2005 Without Mercy
  - Gesetz des Todes: Roman, dt. von Christine Roth; Heyne, München 2006, ISBN 3-453-43219-3.
- 2006 Sure Fire
- 2007 Killing Ground
- 2007 Rough Justice
- 2008 Death Run
- 2009 A Darker Place
- 2009 First Strike
- 2009 Sharp Shot
- 2009 The Wolf at the Door
- 2010 The Judas Gate
- 2012 A Devil Is Waiting
- 2013 The Death Trade
- 2014 Rain on the Dead
- 2016 The Midnight Bell

### Als James Graham
- 1970 A Game for Heroes
  - Heldenspiel: Roman, dt. von Inge Wiskott; Schneekluth, München 1978, ISBN 3-7951-0439-4.
- 1971 The Wrath of God
  - Zum Teufel mit Hosianna: Western, dt. von Norbert Wölfl; Goldmann, München 1974, ISBN 3-442-24082-4.
- 1972 The Khufra Run
  - Ein Sarg für Ibiza: Roman, dt. von Inge Wiskott; Schneekluth, München 1974, ISBN 3-7951-0284-7.
- 1974 The Run to Morning (im selben Jahr als Bloody Passage)  
  - Regen auf die Toten: Kriminalroman, dt. von Christine Frauendorf; Goldmann, München 1975, ISBN 3-442-04511-8.

### Als Martin Fallon
- 1962 The Testament of Caspar Schultz (2006 als The Bormann Testament)
- 1963 Year of the Tiger
  - Das Jahr des Tigers, dt. von Norbert Wölfl; Kaiser, Klagenfurt 1963.
- 1965 The Keys of Hell
  - Schlüssel zur Hölle, dt. von Helmut Anders; Scherz, Bern; München 1968.
- 1966 Midnight Never Comes
  - Mitternacht ist schon vorüber: Roman, dt. von Rosmarie Kahn-Ackermann; Heyne, München 1981, ISBN 3-453-01399-9.
- 1967 Dark Side of the Street
  - Die Aasgeier, dt. von Helmut Anders; Scherz, Bern; München 1969.
- 1969 A Fine Night for Dying
  - Streit bis aufs Blut, dt. von Manfred Helling; Scherz, Bern; München 1970.

## Verfilmungen
- 1972: Zum Teufel mit Hosianna (The Wrath of God)
- 1976: Der Adler ist gelandet (The Eagle Has Landed)
- 1983: Die Windsor-Papiere: Königsjagd (To catch a king)
- 1987: Auf den Schwingen des Todes (A Prayer for the Dying)
- 1990: Night of the fox (Film, engl.) (Night of the fox)
- 1995: Jack Higgins: Das Abkommen (On Dangerous Ground)
- 1995: Jack Higgins: Die Krieger (1) (Eye of the Storm I)
- 1995: Jack Higgins: Die Krieger (2) (Eye of the Storm II)
- 1996: Thunder Point/Das Windsor Protokoll – Verschollen in der Karibik Teil 1 und 2 (Thunder Point/The Windsor Protocoll)